# Filippo Volandri
Filippo Volandri (pronúncia italiana: [fiˈlippo voˈlandri]; nascido em 5 de setembro de 1981) é um ex-tenista profissional italiano. Seus melhores desempenhos foram em simples, com o melhor ranking de 25º do mundo, em julho de 2007, conquistando 2 títulos no circuito ATP.
Em outubro de 2016, afirmou que deixaria a carreira como jogador gradativamente, mas fez o último jogo profissional no mesmo mês, pelo Challenger de Roma.
No começo de 2021, tornou-se capitão da equipe italiana na Copa Davis, substituindo Corrado Barazzutti. Em 2023, levou a Itália ao título, depois de 47 anos de jejum.

## Carreira
Filippo Volandri começou com 7 anos devido sua família estar ligada ao tênis em Livorno. Além dos dois títulos ATP, tem doze Challengers. Sua melhor campanha em um Grand Slam foi pelas oitavas de final no Torneio de Roland Garros de 2007. 

## Titulos

### Simples: 9 (2 títulos, 7 vices)
| Legenda                |
| ATP World Tour 250 (2) |

| N. | Data                   | Torneio             | Piso   | Oponente na final | Placar        |
| 1. | 17 de maio de 2004     | St. Pölten, Austria | saibro | Xavier Malisse    | 6–1, 6–4      |
| 2. | 25 de setembro de 2006 | Palermo, Italy      | saibro | Nicolás Lapentti  | 5–7, 6–1, 6–3 |